# Ровенский, Василий Георгиевич
Васи́лий Гео́ргиевич Ро́венский (род. 21 апреля 1971, Фрязино, Московская область) – российский продюсер, режиссёр, сценарист, режиссёр анимации, режиссёр монтажа.

## Биография
Родился 21 апреля 1971 года. Внук Героя Советского Союза В. Г. Ровенского.
В 1990-е годы работал в музыкальном бизнесе. В 2003 году поступил в Независимую школу Кино и ТВ «Интерньюс» сразу в две мастерские: в режиссёрскую – Владимира Ивановича Хотиненко и Владимира Алексеевича Фенченко, и в сценарную – Александра Эммануиловича Бородянского.
В 2013 году написал сценарий и стал генеральным продюсером комедийной мелодрамы «Привычка расставаться». С 2015 года работает как режиссер, дебютировав с комедией «Помню – не помню!» по собственному сценарию.
С 2017 года стал снимать анимационные фильмы – «Чудо-Юдо», «Два хвоста», «Принцесса и дракон». В 2019 году создал полнометражный анимационный фильм «Большое путешествие». По состоянию на 3 апреля 2020 года сборы мультфильма в иностранном прокате составили $3,8 млн. В ноябре 2020 года мультфильм стал самым кассовым российским фильмом за рубежом, при этом сборы в Нидерландах превысили 1,8 млн долларов, сборы в Бельгии составили 300 тысяч долларов. Премьера фильма в США состоялась 14 января 2020 года, он вышел на домашнем видео. После этого создал анимационные фильмы «Полное погружение» (2020) и «Пиноккио. Правдивая история» (2022).
В 2022 году вышел анимационный фильм «Большое путешествие. Специальная доставка», генеральным продюсером, режиссером, автором сценария и режиссером монтажа которого выступил Василий Ровенский. Мультфильм стал самым кассовым российским проектом в зарубежном прокате в 2022 году.
В 2023 году вышел анимационный фильм «Коты Эрмитажа»,  который стал лауреатом премии «Золотой орёл» и самым кассовым российским проектом за рубежом в 2023 году. Василий Ровенский также выступил генеральным продюсером, режиссером, автором сценария и режиссером монтажа данной картины. Этот проект студии «Лицензионные бренды»  вышел в прокат семи стран и заработал $1,7 млн. Наибольшего успеха мультфильм добился во Вьетнаме ($602 тысячи), Италии ($509 тысяч), Австралии ($370 тысяч), Новой Зеландии ($120 тысяч) и Сербии ($64 тысячи). Количество зрителей проекта за пределами РФ достигло 337 тысяч. В августе 2023 года фильм вышел на Ближнем Востоке и Мексике, заработав еще $133 тысячи и $211 тысяч соответственно.
В 2023 году выпустил анимационный фильм «Великолепная пятерка», который стал номинантом премии «Золотой орёл» за Лучший анимационный фильм.
В 2024 году в широкий прокат выпустил третью часть франшизы Большое путешествие – «Большое путешествие. Вокруг света».
В 2025 году в прокат выпустил фильм «Царевна-лягушка», сборы которого составили около 600 млн рублей. В 2025 году стало известно, что Василий Ровенский будет снимать фильм «Винни-пух и все-все-все». В 2026 году в прокат выйдет более 10 проектов, где Василий Ровенский является генеральным продюсером: «Царевна-лягушка 2», «Петрушка», «Приключения пингвиненка», «Лукоморье», «Богатыри», «Царевна Несмеяна», «Коты Эрмитажа 2. Тайна египетского зала», «Иван Царевич и Волкова», «Папа может», «Снеговик» и другие.

## Награды и премии
2024 год  –  Лауреат премии «Золотой орёл» за Лучший анимационный фильм («Коты Эрмитажа»)
2025 год  –  Номинант премии «Золотой орёл» за Лучший анимационный фильм («Великолепная пятерка»)

## Фильмография
| Год  | Фильм                                                    | Режиссер  | Сценарист | Продюсер  | Режиссер монтажа |
| ---- | -------------------------------------------------------- | --------- | --------- | --------- | ---------------- |
| 2013 | Привычка расставаться                                    |           | зелёная ✓ | зелёная ✓ | зелёная ✓        |
| 2015 | Помню-не помню!                                          | зелёная ✓ | зелёная ✓ | зелёная ✓ |                  |
| 2016 | Одноклассницы                                            |           | зелёная ✓ | зелёная ✓ |                  |
| 2016 | Суперплохие                                              |           |           | зелёная ✓ |                  |
| 2017 | Одноклассницы: Новый поворот                             |           | зелёная ✓ | зелёная ✓ |                  |
| 2017 | Чудо-Юдо (анимационный)                                  |           | зелёная ✓ | зелёная ✓ |                  |
| 2018 | Два хвоста (анимационный)                                | зелёная ✓ | зелёная ✓ | зелёная ✓ | зелёная ✓        |
| 2018 | Принцесса и дракон (анимационный)                        |           | зелёная ✓ | зелёная ✓ |                  |
| 2019 | Лови момент                                              |           | зелёная ✓ | зелёная ✓ |                  |
| 2019 | Большое путешествие (анимационный)                       | зелёная ✓ | зелёная ✓ | зелёная ✓ | зелёная ✓        |
| 2020 | Самый Новый год!                                         |           | зелёная ✓ | зелёная ✓ | зелёная ✓        |
| 2020 | Полное погружение (анимационный)                         | зелёная ✓ | зелёная ✓ | зелёная ✓ | зелёная ✓        |
| 2021 | Пиноккио. Правдивая история (анимационный)               | зелёная ✓ | зелёная ✓ | зелёная ✓ | зелёная ✓        |
| 2022 | Коты Эрмитажа (анимационный)                             | зелёная ✓ | зелёная ✓ | зелёная ✓ | зелёная ✓        |
| 2022 | Тайный Санта                                             |           | зелёная ✓ | зелёная ✓ | зелёная ✓        |
| 2022 | Большое путешествие. Специальная доставка (анимационный) | зелёная ✓ | зелёная ✓ | зелёная ✓ | зелёная ✓        |
| 2022 | Царство против разбойников (анимационный)                |           |           | зелёная ✓ | зелёная ✓        |
| 2022 | Щелкунчик и волшебная флейта (анимационный)              |           | зелёная ✓ | зелёная ✓ |                  |
| 2023 | Великолепная пятерка (анимационный)                      | зелёная ✓ | зелёная ✓ | зелёная ✓ | зелёная ✓        |
| 2023 | Новогодний шеф                                           | зелёная ✓ | зелёная ✓ | зелёная ✓ | зелёная ✓        |
| 2023 | Царевна и Дракон (анимационный)                          |           |           | зелёная ✓ |                  |
| 2024 | Большое путешествие. Вокруг света (анимационный)         | зелёная ✓ | зелёная ✓ | зелёная ✓ | зелёная ✓        |
| 2024 | Моё собачье дело                                         |           | зелёная ✓ | зелёная ✓ | зелёная ✓        |
| 2025 | По любви                                                 |           | зелёная ✓ | зелёная ✓ | зелёная ✓        |
| 2025 | Царевна-лягушка                                          |           | зелёная ✓ | зелёная ✓ |                  |
| 2025 | Ждун                                                     |           | зелёная ✓ | зелёная ✓ |                  |
| 2025 | Всё, что тебя касается                                   |           | зелёная ✓ | зелёная ✓ |                  |
| 2025 | Сокровища гномов                                         |           | зелёная ✓ | зелёная ✓ |                  |
| 2025 | Маленький Шеф                                            |           | зелёная ✓ | зелёная ✓ |                  |
| 2025 | Семейный призрак                                         |           | зелёная ✓ | зелёная ✓ |                  |
| 2025 | Маша и Медведи                                           |           | зелёная ✓ | зелёная ✓ |                  |
| 2025 | Сказочные выходные                                       |           | зелёная ✓ | зелёная ✓ |                  |
| 2025 | Снеговик                                                 |           | зелёная ✓ | зелёная ✓ |                  |
| 2025 | Папа может                                               |           | зелёная ✓ | зелёная ✓ |                  |
| 2026 | Царевна-лягушка 2                                        |           | зелёная ✓ | зелёная ✓ |                  |
| 2026 | Петрушка                                                 |           | зелёная ✓ | зелёная ✓ |                  |
| 2026 | Богатыри                                                 |           | зелёная ✓ | зелёная ✓ |                  |
| 2026 | Лукоморье                                                |           | зелёная ✓ | зелёная ✓ |                  |
| 2026 | Приключения пингвиненка                                  |           | зелёная ✓ | зелёная ✓ |                  |
| 2026 | Царевна Несмеяна                                         | зелёная ✓ | зелёная ✓ | зелёная ✓ |                  |
| 2026 | Коты Эрмитажа 2. Тайна египетского зала                  | зелёная ✓ | зелёная ✓ | зелёная ✓ | зелёная ✓        |